# José Travassos
José António Barreto Travassos, né le 11 février 1926 à Lisbonne, décédé en 2002, était un footballeur portugais des années 1950. Il jouait au poste d'attaquant.

## Biographie
Il remporte cinq titres consécutifs de champion du Portugal entre 1950 et 1954 avec le Sporting Portugal.
Il est l'un des « cinq violons » avec Fernando Peyroteo, Albano, Jesus Correia et Manuel Vasques.
Il dispute un total de 250 matchs et inscrit 102 buts en championnat avec le Sporting.
Travassos compte 35 sélections et 6 buts en équipe du Portugal entre 1947 et 1958.
Il est à l'époque considéré comme le meilleur joueur portugais de l'histoire avant l'émergence de la génération de joueurs du Benfica, en particulier Eusebio, dans les années 1960.